# Warne Marsh
Warne Marion Marsh (Los Angeles, 26 ottobre 1927 – North Hollywood, 18 dicembre 1987) è stato un sassofonista jazz statunitense.
Marsh proveniva da un ricco ambiente culturale: suo padre era il cinematografico Oliver T. Marsh (1892-1941), sua madre era una violinista e la zia Mae Marsh faceva l'attrice. Proveniente dalla "Cool School" del grande Lennie Tristano, divenne, insieme con Lee Konitz, uno dei preminenti sassofonisti di quella scuola, e rimase tra i più fedeli agli insegnamenti del maestro soprattutto per quanto riguarda le improvvisazioni.
Nel 1953, con Lester Young viene eletto miglior sax tenore e fa parte della Metronome All-Star band che registra "How High the Moon" e "St. Louis Blues". La band è formata da Roy Eldridge, Kai Winding, John LaPorta, Warne Marsh, Lester Young, Teddy Wilson, Billy Bauer, Eddie Safranski, Terry Gibbs e Max Roach, Billy Eckstine alla voce.

## Discografia

### Leader/co-leader
- 1952 - Live in Hollywood (Xanadu, 1979)
- 1954 - Lee Konitz with Warne Marsh (Jazzbank) with Lee Konitz
- 1955 - Lee Konitz with Warne Marsh (Atlantic) with Lee Konitz
- 1956 - Jazz of Two Cities (Imperial) ristampato come The Winds of Marsh
- 1956 - Art Pepper with Warne Marsh (Contemporary,  1986) with Art Pepper
- 1957 - The Right Combination (Riverside) with Joe Albany
- 1957 - Music for Prancing (Mode)
- 1957 - Live at Dana Point oll.1 & 2 (V.S.O.P) with Joe Albany
- 1958 - Warne Marsh (Atlantic) Trio
- 1959 - The Art of Improvising (Revelation, 1974) with Lee Konitz Live At The Half Note
- 1959 - The Art of Improvising Volume 2 (Revelation, 1977) with Lee Konitz Live At The Half Note
- 1959-60 - Release Record Send Tape (Wave,1969,1999)
- 1960 - Jazz from the East Village (Wave, 1975, 2001)
- 1962- Live in Las Vegas, 1962 (Naked City Records, 2000)
- 1969 - NePlus Ultra (Revelation, 1969 -  HatOLOGY, 2006)
- 1972 - Report of the 1st Annual Symposium on Relaxed Improvisation (Revelation) with Clare Fischer and Gary Foster
- 1975 - Two Not One (4CD box set - Storyville, 2009) Ristampa dei 5 Lp/cd seguenti
  - 1975 - Warne Marsh Quintet: Jazz Exchange Vol. 1 (Storyville, 1976, 2018) (Quintet with Lee Konitz)
  - 1975 - Live at the Montmartre Club: Jazz Exchange Vol. 2 (Storyville, 1977) (Quintet with Lee Konitz)
  - 1975 - Warne Marsh Lee Konitz: Jazz Exchange Vol. 3 (Storyville, 1985 and 1995)
  - 1975 - The Unissued 1975 Copenhagen Studio Session (Storyville, 1997) (Quartet)
  - 1975 - The Unissued Copenhagen Studio Recordings (Storyville, 1997) (Trio)
- 1976 - All Music (Nessa, 1976)
- 1976 - Lee Konitz Meets Warne Marsh Again (Pausa, 1976) with Lee Konitz
- 1976 - Tenor Gladness (Discomate, 1977 - Inner City, 1979 - Studio Songs, 2002) with Lew Tabackin
- 1977 - Warne Out (Interplay, 1977 - Absord Music Japan, 2009)
- 1978 - Apogee (Warner Bros., 1978) with Pete Christlieb
- 1978 - Conversations with Warne Voll. 1 & 2 (Criss Cross, 1991) with Pete Christlieb
- 1976-79 -  How Deep, How High (Interplay, 1980) with Sal Mosca
- 1975-80 Marshlands (Storyville, 2003)
- 1980 - I Remember You... (Spotlite, 1980) with Karin Krog and Red Mitchell
- 1980 - I Got a Good One for You (Storyville, 1999)
- 1980 - Duo Live at Sweet Basil 1980 (Fresh Sound, 2004)
- 1980 - Berlin 1980 (Gambit, 2006)
- 1980 - In Copenhagen (Storyville, 2007)
- 1980 - Red Mitchell/Warne Marsh Big Two Voll. 1 & 2 (Storyville, 1987 and 2020)
- 1981 - Sal Mosca Warne Marsh Quartet Vol. 1 (Zinnia) [Live at The Village Vanguard]
- 1981 - Warne Marsh Sal Mosca Quartet Vol. 2 (Zinnia)  [Live at The Village Vanguard]
- 1982 - Star Highs (Criss Cross Jazz, 1982)
- 1982 - Warne Marsh Meets Gary Foster (East Wind, 1982) with Gary Foster
- 1983 - A Ballad Album (Criss Cross, 1983) with Lou Levy
- 1984 - Posthumous (Interplay, 1987) released with additional tracks as Newly Warne (Storyville, 1989)
- 1985 - Ballad for You (Interplay, 1991) with Susan Chen
- 1985 - Warne Marsh & Susan Chen (Interplay, 1987) with Susan Chen
- 1986 - Back Home (Criss Cross, 1986)
- 1987 - Two Days in the Life of... (Interplay, 1987)
- 1987 - Personal Statement (Jazzbank Archives , 2002)
- 1987 - Final Interplay (Jazzbank Archives ,2004)
- 1987 - For the Time Being (Hot Club, 1988 and 1990)